# Helenização
Helenização é um termo usado para descrever a difusão da cultura da Grécia Antiga e, em menor escala, de seu idioma. É usado principalmente para descrever a difusão da civilização helenística durante o período homônimo, que se seguiu às campanhas de Alexandre, o Grande, rei da Macedônia. O resultado do processo de helenização foi que elementos de origem grega combinaram-se, de diversas maneiras e intensidades, com elementos locais, formando o que recebe o nome de helenismo. Em tempos modernos, a helenização foi associada com a adoção da cultura grega moderna e a homogenização étnica e cultural da Grécia.

## Utilização histórica do termo

### Período clássico
O termo é utilizado em diversos outros contextos históricos antigos, começando com a helenização dos primeiros habitantes da Grécia, como os pelasgos, os léleges, os lêmnios, os eteocipriotas, os eteocretenses e minoicos de Creta (anteriores à Antiguidade Clássica), bem como os sicélidas, os elímios e os sícanos da Sicília e os enótrios, brútios, lucanos, messápios e muitos outros que habitavam os territórios que formavam a Magna Grécia.

### Período helenístico

Mapa do Império Alexandrino, circa 323 a.C.

Durante o período helenístico, após a morte de Alexandre, o Grande, um número considerável de assírios, judeus, egípcios, persas, partas, armênios e outros grupos étnicos por todo o Oriente Médio e Ásia Central foram helenizados. Os báctrios, um grupo étnico iraniano que habitava a Báctria (norte do Afeganistão), foram helenizados a partir das campanhas de Alexandre nessa região em 329 a.C., e logo em seguida diversas tribos nas regiões do noroeste do subcontinente indiano (atual Paquistão), durante o Reino Indo-Grego. Também houve helenização de trácios, dárdanos, peônios e ilírios, a sul da Linha Jireček, e até mesmo getas.: "Reconstrução da procissão desenhada na luneta (parede posterior) da tumba Esvestari do século III; o original está em carvão, pois a tumba estava inacabada. Mostra um rei helenizado dos getas sendo coroado pela deusa-mãe trácia."/ref>
Durante o período helenístico em si, no entanto, o processo de helenização foi limitado. No sul da Síria, por exemplo, foram afetados pela cultura grega apenas os centros urbanos selêucidas nos quais o grego era comumente falado. No interior da província, no entanto, quase não foi afetado pela presença helênica, já que a maior parte de seus habitantes falava o siríaco, e manteve suas tradições nativas. Além disso, o processo de helenização não envolvia necessariamente a assimilação de grupos étnicos não-gregos, já que os gregos helenísticos de regiões como a Ásia Menor tinham uma consciência clara de suas linhagens ancestrais.

### Idade Média
O termo 'helenização' também pode se referir ao processo ocorrido durante a fundação da cidade de Constantinopla pelo imperador romano Constantino, na parte oriental do Império Romano, helenizada, ou em seu sucesso, o Império Bizantino, na Idade Média. Também pode designar a supremacia da cultura e idioma gregos após o reinado do imperador bizantino Heráclio, no século VII.

### Domínio otomano
A helenização também é resultado do status mais elevado que a cultura grega e a Igreja Ortodoxa Grega tiveram entre a população cristã ortodoxa dos Bálcãs durante o domínio otomano.

## Utilização moderna
Em 1909, uma comissão indicada pelo governo grego relatou que um terço das vilas da Grécia teriam que mudar seu nome, devido à sua origem não-grega. O processo de mudança dos topônimos na Grécia atual foi descrito como um processo de helenização. A utilização moderna do termo está associada a políticas que visam "harmonização cultural e educação das minorias linguísticas residentes no estado grego moderno" (a República Helênica), ou seja, a helenização de grupos minoritários da Grécia moderna. O termo tem, nos dias de hoje, um sentido fortemente negativo em determinados círculos da sociedade grega, já que significa dar cidadania, por vezes de maneira ilegal, a imigrantes não-gregos.
O termo "helenístico" também é usado para se referir à antiga religião grega ou seus adeptos nos dias de hoje.